# Próba akroleinowa
Próba akroleinowa – reakcja pozwalająca odróżnić substancję zawierającą tłuszcze organiczne lub glicerynę od substancji mineralnej pochodzącej z destylacji ropy naftowej (oleje mineralne).
Próba polega na ogrzewaniu badanej próbki w obecności wodorosiarczanu potasu, KHSO
4. Jeżeli próbka zawiera tłuszcz lub glicerynę, wydzielają się opary akroleiny o specyficznym, drażniącym zapachu. Olej mineralny paruje, lecz nie rozkłada się.